# Плотников, Виктор Андреевич
Ви́ктор Андре́евич Пло́тников (14 (26) октября 1898, Астрахань — 21 марта 1958, Москва) — советский государственный деятель, дипломат. Полномочный представитель СССР в Норвегии (1939—1940) и в Югославии (1940—1941).

## Биография
Член РКП(б) с 1918 года. В 1926 году окончил Сельскохозяйственную академию имени К. А. Тимирязева.
- В 1917—1918 годах — студент Московского коммерческого института (не окончил).
- В 1918—1921 годах — сотрудник Казачьего отдела ВЦИК, инструктор Политического отдела Каспийско-Кавказского фронта.
- В 1921—1922 годах — участник Ямальской полярной экспедиции.
- В 1921—1923 годах — уполномоченный Сибирского революционного комитета.
- В 1923—1926 годах — студент Сельскохозяйственной Академии имени К. А. Тимирязева.
- В 1926—1930 годах — старший инструктор, заведующий организационным отделом Моселькредсоюза, референт Союза Союзов сельскохозяйственной кооперации РСФСР, председатель Президиума Союза Союзов сельскохозяйственной кооперации Туркменской ССР.
- В 1930—1932 годах — заместитель руководителя Сельскохозяйственной группы Московской контрольной комиссии ВКП(б).
- В 1932—1934 годах — заведующий Отделом Второэкспорта в Персии.
- В 1935—1936 годах — заместитель директора по экспорту Урумчинской конторы «Совсиньторга» (Китай).
- В январе—сентябре 1937 года — директор экспортной конторы Всесоюзного объединения «Международная книга».
- С сентября 1937 по март 1939 года — первый секретарь полпредства СССР в Венгрии, поверенный в делах СССР в Венгрии.
- С март по сентябрь 1939 года — советник полпредства СССР в Финляндии.
- С 1 октября 1939 по 26 июня 1940 года — полномочный представитель СССР в Норвегии.
- С 26 июня 1940 по 8 мая 1941 года — полномочный представитель СССР в Югославии.

С 1941 года — заместитель начальника Всесоюзного объединения «Союзлеспродторг».